# Smažený sýr
Smažený sýr (lidově smažák, slovensky vyprážaný syr) je české a slovenské jídlo, které se připravuje smažením obaleného sýru typu eidam, gouda nebo ementál. Smaží se i obalovaný hermelín, příp. camembert (pak je ale v jídelníčcích označován souhrnně jako smažený hermelín) nebo i jiné druhy sýrů, například niva či olomoucké tvarůžky (smažená niva, smažené tvarůžky). Typické je pro české hostince a rychlá občerstvení, je snadný a rychlý na přípravu a dobře zasytí. Je podáván obvykle s bramborovými přílohami nebo ve fastfoodové verzi také v housce, typicky pak s tatarskou omáčkou, případně majonézou či kečupem. Vzhledem k tomu, že se jedná o smažené a relativně tučné jídlo, jehož příloha navíc často bývá taktéž smažená, je považováno za nepříliš zdravé, zvláště pak při časté konzumaci.
V pohostinských zařízeních se jedná o časté (a někdy jediné) jídlo pro vegetariány (spolu se smaženým obalovaným květákem, či žampiony, případně jinou zeleninou), které je levné (nachází se v nízké cenové hladině).
Obdobný pokrm je znám také v Rumunsku, kde se nazývá cașcaval pane „smažený kaškaval“ a kaškaval se podává smažený také v Bulharsku. V těchto případech může výraz kaškaval znamenat jak specifický druh sýra, tak obecně jakýkoliv „žlutý sýr“.

## Historie

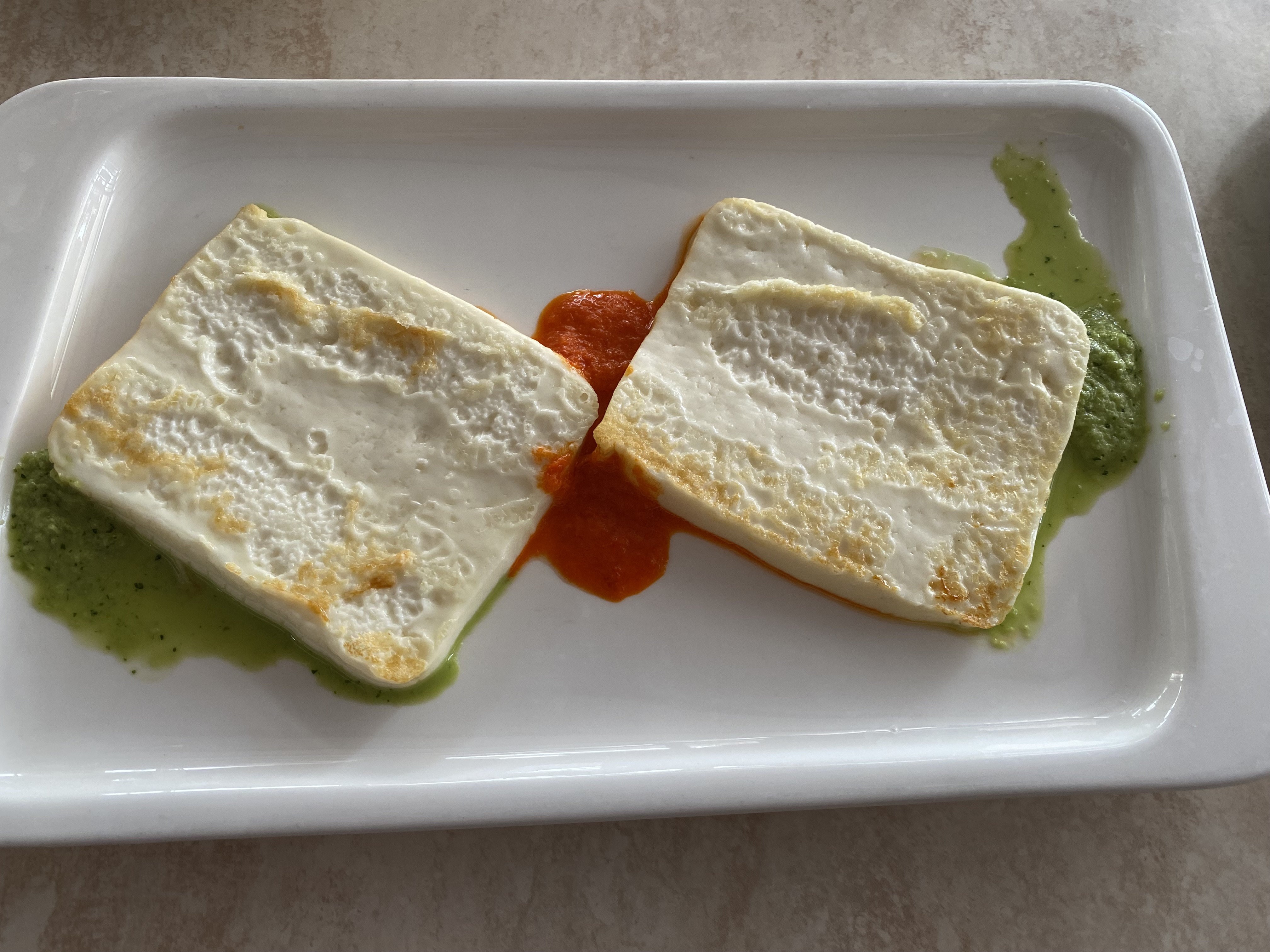
Přírodně smažený sýr na Tenerife (Kanárské ostrovy)

Různé formy smaženého sýru se vyskytují i v jiných evropských kuchyních už od středověku, kde se mohl lišit recepturou obalování, přípravy či druhem použitého sýra. Na španělských Kanárských ostrovech je například také považován za národní specialitu. Pod názvem El Queso Frito Canario se ovšem většinou nepřipravuje v trojobalu, ale smaží se přírodně. Pod názvem Queso frito se vyskytují různé formy i v dalších latinskoamerických zemích Jižní Ameriky, Mexiku, Dominikánské republice a Portoriku. Známý je i například v italské a rakouské kuchyni, kde ale nezískal takovou popularitu jako v Česku. Tam se stal velmi populární už za první republiky a už tehdy dostal typickou českou přílohu, tatarskou omáčku. V současnosti je jedním z nejpopulárnějších českých jídel, v anketě Dáme jídlo se umístil smažený sýr šestý za klasikami české kuchyně. Nalézt ho lze v jídelníčku levných i vyhlášených restaurací.
Smažené sýry jsou svým způsobem recesí české kuchyně, která je v rozporu s poctivými hodnotnými jídly. Tento fenomén se dá srovnávat s přístupem k pivu Braník. V rámci této poloviční recese a polovičního vážného mínění vznikla mapa hodnocení smažených sýrů v českých hospodách. Projekt je nazván jako Smažákomapa.

## Příprava

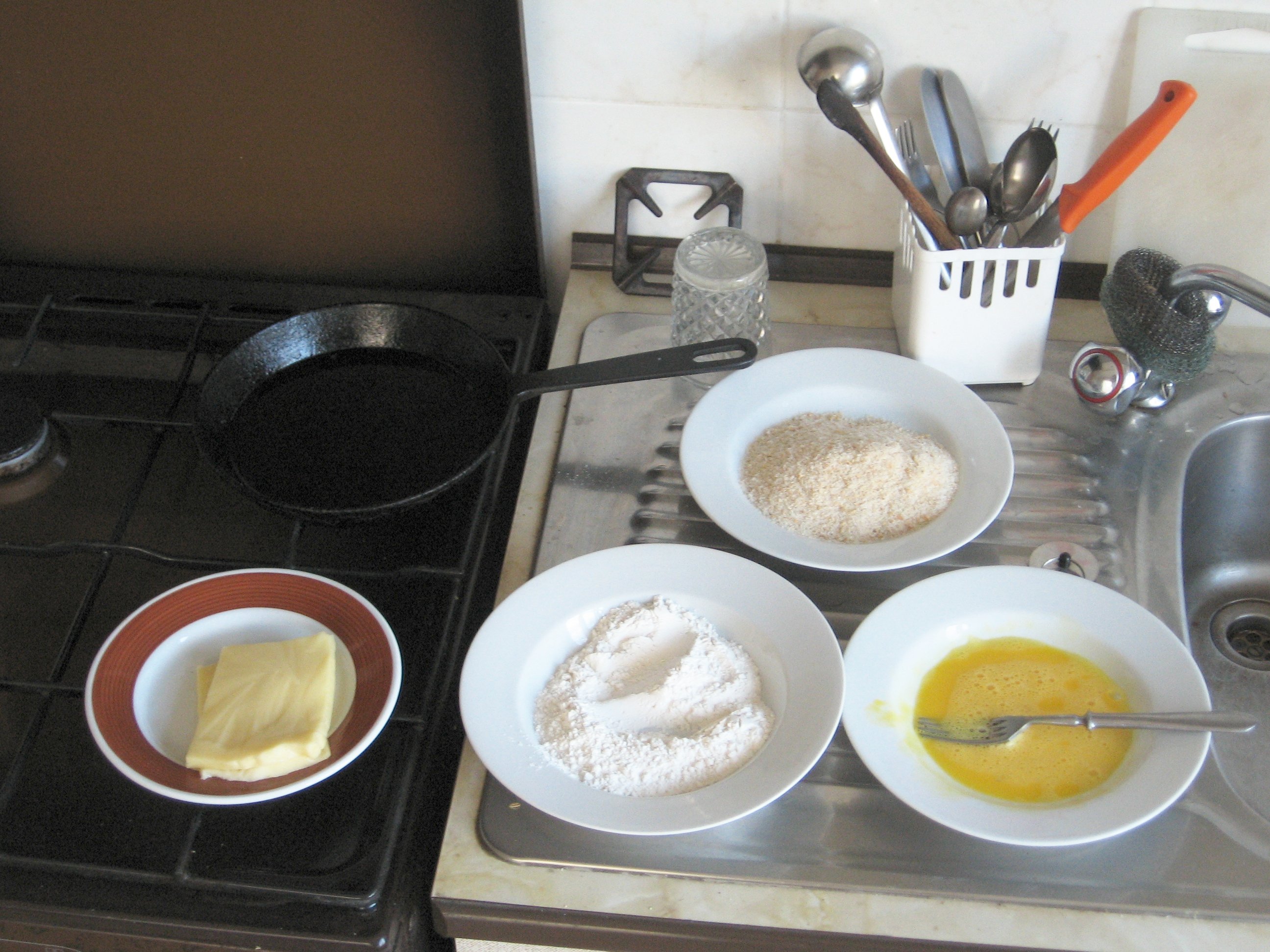
Ingredience pro přípravu smaženého sýra

Smažený sýr se připravuje smažením na pánvi nebo ve fritovacím hrnci, před kterým je plátek sýra obalen podobně jako řízek v trojobalu (hladká mouka, vidličkou mírně našlehané vejce a strouhanka v tomto pořadí). Vzhledem k tomu, že sýr během smažení měkne a roztéká se, je doporučováno obalovací proces opakovat dvakrát nebo i třikrát, což zlepší pevnost obalu a zabrání vytečení sýra do fritovací nádoby či na pánev.

## Podávání
Smažený sýr by se měl servírovat rychle po smažení, jelikož při ochlazení ztrácí své ceněné vlastnosti a chuť. Podává se obvykle s hranolky, bramborovou kaší, americkými bramborami nebo vařenými bramborami či s bramborovými kroketami, volitelně pak s tzv. zeleninovou oblohou a s tatarskou omáčkou nebo majonézou. V rychlých občerstveních pak mimoto také vložený do housky se zeleninou a tatarskou omáčkou nebo majonézou (smažený sýr v housce).

## Náhražky
Vyráběny jsou i levnější a méně kvalitní náhražky sýrů, ve kterých je kravský tuk nahrazován tukem rostlinným. Tyto výrobky nesmějí být označeny jako sýr. Pokud je na obalu uveden jako název výrobku např. lidově „smažák“ a není uvedeno, že se jedná o sýr, pak jde o tuto náhražku.